# Policitemija vera
Policitemija vera (stariji naziv: policitemija rubra vera) je mijeloproliferativna novotvorina klonalne matične stanice koju karakterizira povećano stvaranje eritrocita. Uz povišene vrijednosti eritrocita, mogu biti prisutne i povišene vrijednosti granulocita i trombocita (panmijeloza). Abnormalni klon potiskuje rast i sazrijevanje normalnog klona u koštanoj srži. 
Bolest najčešće nastaje kao posljedica mutacije gena za receptora eritropoetina (JAK-2 gen), čime dolazi do trajne aktivacije receptora, te povećane proizvodnje eritrocita. Bolest rijetko može biti i posljedica ostalih aktivirajućih mutacija u signalnom putu koji potiče povećano stvaranje eritrocita. 
Simptomi bolesti nastaju zbog povećane količine eritrocita u krvotoku kao što su tromboembolija arterija (npr. moždani udar, infarkt miokarda), tromboembolija vena (nrp. duboka venska tromboza), krvarenje (npr. epistaksa, ekhimoza), hiperviskozni sindrom. Kod bolesnika može biti povećana jetra (hepatomegalija), slezena (splenomegalija), te prisutna arterijska hipertenzija i pletora. 
U liječenju bolesti koriste se venepunkcije krvi i citostatka terapija (hidroksiureja) kako bi se smanjio broj eritrocita u krvi, te antiagregacijska terapija (npr. acetilsalicilna kiselina). 
Kod dijela bolesnika može doći do transformacije bolesti u idiopatsku mijelofibrozu ili u akutnu leukemiju.